# Aldous Harding

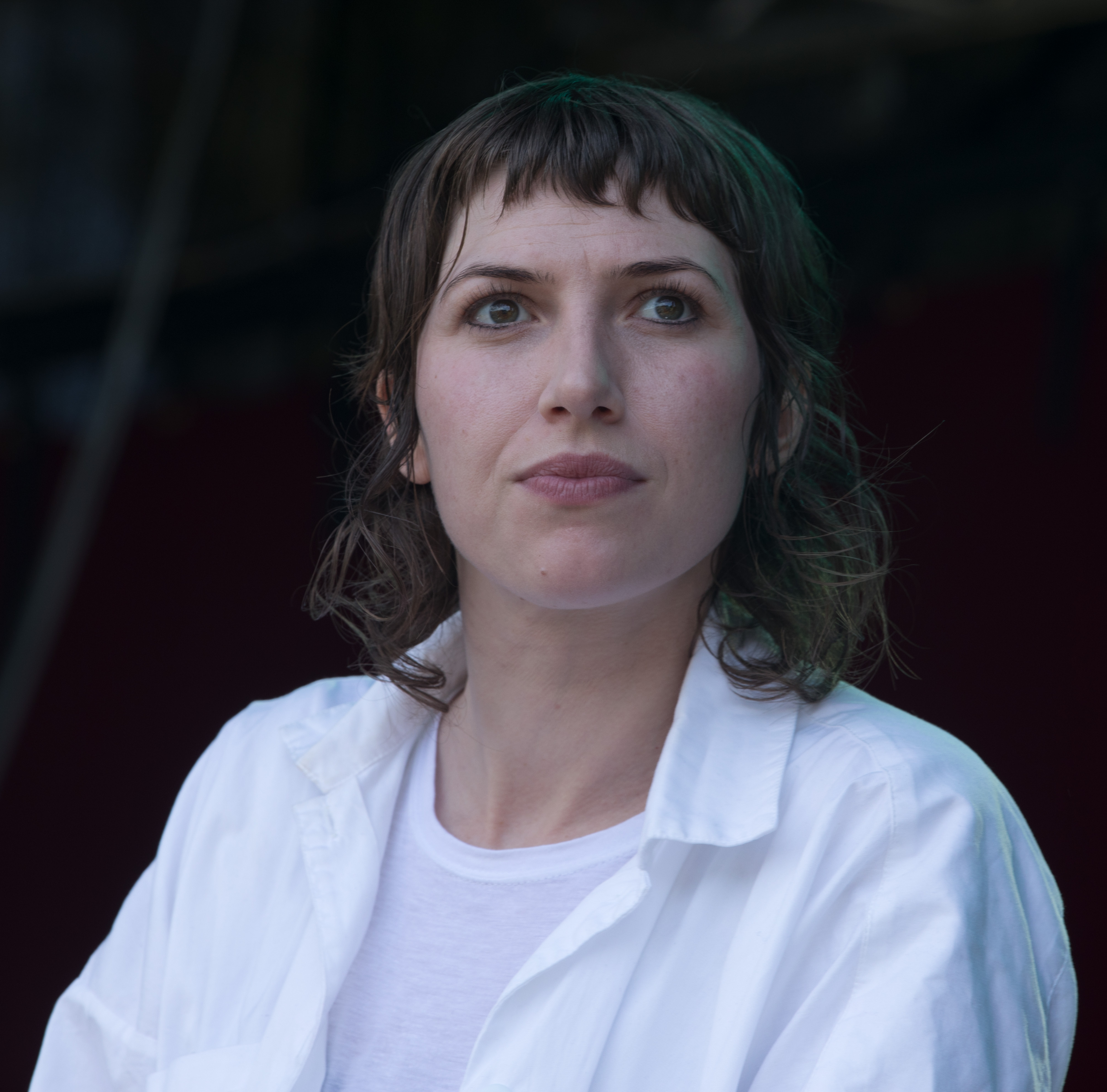
Aldous Harding im Dezember 2017

Aldous Harding ist der Künstlername von Hannah Sian Topp (* 1990), einer neuseeländischen Singer-Songwriterin und Gitarristin, die bekannt ist für ihre – meist nur von einem E-Piano begleiteten – künstlerisch originellen, aber auch exzentrisch wirkenden Auftritte in ihren Musikvideos (z. B. Zoo Eyes, The Barrel oder Blend). Sie bezeichnet ihr musikalisches Genre als „Gothic Folk“.

## Leben und Wirken
Harding stammt aus der Hafenstadt Lyttelton. Ihre Mutter ist die Folksängerin Lorina Harding, die als Stocktänzerin auf dem Video zum Song Horizon zu sehen ist. Entdeckt wurde sie, als sie gemeinsam mit Anika Moa Straßenmusik machte. Im Jahr 2014 erschien ihr Debütalbum; Anfang 2017 unterzeichnete sie einen Vertrag bei der Plattenfirma 4AD, wo im Mai 2017 ihr zweites Album erschien. Ihr drittes, von John Parish produziertes Album Designer machte sie im Jahr 2019 international bekannt.

## Diskografie

### Studioalben
- 2014: Aldous Harding
- 2017: Party
- 2019: Designer
- 2022: Warm Chris